# Thomas Danielsen
Thomas Nolsøe Danielsen (ur. 24 czerwca 1983 w m. Fjerritslev) – duński polityk i samorządowiec, deputowany, od 2022 minister transportu.

## Życiorys
Kształcił się w zawodzie mechanika samochodowego, następnie odbył kurs na doradcę bankowego (2009). Pracował w instytucji finansowej Sparekassen Holstebro.
Zaangażował się w działalność polityczną w ramach liberalnej partii Venstre. W latach 2006–2013 był radnym gminy Holstebro. 2005 po raz pierwszy został wybrany na posła do Folketingetu. Mandat deputowanego uzyskiwał następnie w 2015, 2019 i 2022.
W grudniu 2022 objął urząd ministra transportu w koalicyjnym rządzie Mette Frederiksen.

## Odznaczenia
- Komandor Orderu Danebroga (2024)[6]
- Kawaler Orderu Danebroga (2021)[6][7]